# Liste der französischen Militärkommandanten, Generalgouverneure, Algerien-Minister und Generalbevollmächtigten in Algerien

## Die französischen Militärkommandanten für Algerien (1830–1834)
- Louis-Auguste-Victor de Ghaisnes de Bourmont 5. Juli 1830–12. August 1830
- Bertrand Clausel 3. September 1830–21. März 1831
- Pierre de Berthezène 21. März 1831–6. Dezember 1831
- René Savary, duc de Rovigo 6. Dezember 1831–29. April 1833
- Théophile de Voirol 29. April 1833–27. Juli 1834

## Die französischen Generalgouverneure von Algerien (1834–1870)
- Jean-Baptiste Drouet d’Erlon 27. Juli 1834–8. Juli 1835
- Bertrand Clausel 8. Juli 1835–12. Februar 1837
- Charles-Marie Denys de Damrémont 12. Februar 1837–13. Oktober 1837
- Sylvain-Charles Valée 1. Dezember 1837–31. Dezember 1840
- Thomas-Robert Bugeaud 22. Februar 1841–1. Juli 1847
- Marie-Alphonse Bedeau 1. Juli 1847–27. September 1847
- Henri d’Orléans, duc d’Aumale 27. September 1847–24. Februar 1848
- Louis-Eugène Cavaignac 24. Februar 1848–29. April 1848
- Nicolas Changarnier 29. April 1848–9. September 1848
- Viala de Charon 9. September 1848–22. Oktober 1850
- Alphonse Henri d’Hautpoul 22. Oktober 1850–10. Mai 1851
- Aimable Pélissier 10. Mai 1851–11. Dezember 1851
- Jacques-Louis Randon 11. Dezember 1851–31. August 1858
- Aimable Pélissier 24. November 1860–22. Mai 1864 (2. Mal)
- Patrice de Mac-Mahon 1. September 1864–27. Juli 1870
- Louis de Durrieu 27. Juli 1870–23. Oktober 1870 (geschäftsführend)
- Jean Louis Marie de Walsin-Esterhazy 23. Oktober 1870–16. November 1870 (geschäftsführend)

## Die französischen außerordentlichen Kommissare für Algerien (1870–1871)
- Charles du Bouzet 16. November 1870–8. Februar 1871
- Alexis Lambert 8. Februar 1871–29. März 1871

## Die französischen Generalgouverneure von Algerien (1871–1956)
- Louis Henri, Comte de Gueydon 29. März 1871–10. Juni 1871
- Alfred Chanzy 10. Juni 1873–15. März 1879
- Albert Grévy 15. März 1879–26. November 1881 (geschäftsführend)
- Louis Tirman 26. November 1881–18. April 1891
- Jules Cambon 18. April 1891–1. Oktober 1897
- Louis Lépine 1. Oktober 1897–26. Juli 1898
- Édouard Laferrières 26. Juli 1898–3. Oktober 1900
- Charles Jonnart 3. Oktober 1900–18. Juni 1901 (geschäftsführend)
- Paul Révoil 18. Juni 1901–11. April 1903
- Maurice Varnier 11. April 1903–5. Mai 1903 (geschäftsführend)
- Charles Jonnart 5. Mai 1903–22. Mai 1911 (2. Mal, geschäftsführend)
- Charles Lutaud 22. Mai 1911–29. Januar 1918
- Charles Jonnart 29. Januar 1918–29. August 1919 (3. Mal, geschäftsführend)
- Jean-Baptiste Abel 29. August 1919–28. Juli 1921
- Théodore Steeg 28. Juli 1921–17. April 1925
- Henri Dubief 17. April 1925–12. Mai 1925 (geschäftsführend)
- Maurice Viollette 12. Mai 1925–20. November 1927
- Pierre Bordes 20. November 1927–3. Oktober 1930
- Jules Carde 3. Oktober 1930–21. September 1935
- Georges Le Beau 21. September 1935–20. Juli 1940
- Jean Abrial 20. Juli 1940–16. Juli 1941
- Maxime Weygand 16. Juli 1941–20. November 1941
- Yves Chatel 20. November 1941–20. Januar 1943 (geschäftsführend)
- Marcel Peyrouton 20. Januar 1943–3. Juni 1943
- Georges Catroux 3. Juni 1943–8. September 1944
- Yves Chataigneau 8. September 1944–11. Februar 1948
- Marcel Edmond Naegelen 11. Februar 1948–9. März 1951
- Roger Léonard 12. April 1951–26. Januar 1955
- Jacques Soustelle 26. Januar 1955–1. Februar 1956

## Die französischen Ministerresidenten in Algerien (1956–1958)
Der Résident général wird auf Deutsch auch Algerienminister genannt.
- Georges Catroux 1. Februar 1956–9. Februar 1956
- Robert Lacoste 9. Februar 1956–13. Mai 1958
- André Mutter 13. Mai 1958–1. Juni 1958

## Die französischen Generalbevollmächtigten für Algerien (1958–1962)
- Raoul Salan 7. Juni 1958–12. Dezember 1958
- Paul Delouvrier 12. Dezember 1958–23. November 1960
- Jean Morin 23. November 1960–19. März 1962

## Der französische Hochkommissar für Algerien (1962)
- Christian Fouchet 19. März 1962–3. Juli 1962

1962 wird Algerien von Frankreich unabhängig